# باوتسن
بواتزن (بالألمانية: Bautzen) هي place with town rights and privileges، Grosse Kreisstadt وبلدة ألمانية تقع في ألمانيا في باوتسن. يقدر عدد سكانها بـ 39,743 نسمة .

## المدن التوأمة
مدن فورمس، هايدلبرغ، درو، يابلونتس ناد نيسو وجيلينيا جورا هي مدن توأمة لـبواتزن.

## أعلام
- هيرمان لوتسي
- هاغن بينيسوفا
- غوستاف ليبرشت فلوجل
- موريتز كورت دنتر
- أوجوست أدولف فون هاوجفيتس
- فرانز باير